# 加地子
加地子（かじし）は、日本の中世において、荘園領主・国衙（国司）へ納入する年貢・地子の他に、名主などの在地領主に対して納入した米（作得米）を指す租税の一形態。本年貢・本地子の加徴分として賦課されたことから加地子と呼ばれるようになった。加持子（かじし）、加徳（かとく）、片子（かたこ）ともいう。

## 概要
国衙領・荘園の名田化により、富豪百姓（田堵）が名主・荘官として現地経営にあたったが、名主・荘官は名田に係る官物・年貢を徴収して、国衙・荘園領主（領家）へ納入する義務を負っていた。これに伴って、名主・荘官にも加徴的な得分が認められるようになり、これが加地子と呼ばれるようになったのである。また、武家が横領に因って強奪した所領も在地不在で経営をムラへ丸投げする形態が多く、同様に名主層や在地領主が実質的に支配し加地子を権利として認められるケースが多く見られた。
加地子は、名主・荘官の主要な収入源となり、本来の年貢・地子を上回ることも珍しくなく、年貢・地子の数倍に及ぶことすらあった。この為に苛酷な重税と成る事が多く、中世には村民が寺社への寄進に由って領主を変更し、武力で在地の支配者を殺害，放逐，変更する現象が多発した。
最初、加地子は、耕作者から名主・荘官へ本年貢と合算して納入されていた。その中から、名主・荘官が自らの得分である加地子を差し引いて、残分を年貢として国衙・領家へ納入していたのである。しかし、鎌倉期ごろから、名主・荘官への加地子と、国衙・領家への本年貢が別個に納入されるようになっていった。このことは、在地領主の力が増し本来の領主が名目化形骸化した事を意味する。その後更に進んで、一部の在地領主は領主を否定し実質的な領主へと形替わり国人領主等へ変質してゆく。
中世も末期に到ると領地経営を担える知識人が増えて支配力は強く成り、より直接的に耕作者である作人（さくにん）を直接の年貢負担者として見なし、代官等を派遣して直接支配を行う様に成ったため、名主・荘官層は雑務役をこなし加地子を得るだけの地位に低下した。なお、加地子のみを得る名主を加地子名主職（かじしみょうしゅしき）という。こうして、加地子を得る権利は分化していき、売買や寄進の対象となった。
農奴使役に因る小作経営と小作料の徴収は、自らの所有する農奴に直接行わせるモノであり、加地子や地下請，荘園代官制とは異なる。